# Operation Cresset
Die Operation Cresset war eine Serie von 23 US-amerikanischen Kernwaffentests, die 1977 und 1978 auf der Nevada Test Site in Nevada durchgeführt wurde.

## Die einzelnen Tests der Cresset-Serie
| #  | Bombe                      | Datum / Zeit (GMT)           | Testgelände     | Testart | Sprengkraft   | Anmerkungen                                           |
| -- | -------------------------- | ---------------------------- | --------------- | ------- | ------------- | ----------------------------------------------------- |
| 1  | Bobstay                    | 26. Oktober 1977 14:15 Uhr   | Area 3jb        | Schacht | <20 kT        |                                                       |
| 2  | Hybla Gold                 | 1. November 1977 18:06 Uhr   | Area 12e.20     | Tunnel  | <20 kT        |                                                       |
| 3  | Sandreef                   | 9. November 1977 22:00 Uhr   | Area 7aq        | Schacht | 20 bis 150 kT |                                                       |
| 4  | Seamount                   | 17. November 1977 19:30 Uhr  | Area 3kp        | Schacht | <20 kT        |                                                       |
| 5  | Farallones                 | 14. Dezember 1977 15:30 Uhr  | Area 2fa        | Schacht | 20 bis 150 kT |                                                       |
| 6  | Rib                        | 14. Dezember 1977 15:00 Uhr  | Area 3jv        | Schacht | <20 kT        |                                                       |
| 7  | Campos                     | 13. Februar 1978 21:53 Uhr   | Area 9cp        | Schacht | <20 kT        |                                                       |
| 8  | Reblochon                  | 23. Februar 1978 17:00 Uhr   | Area 2en        | Schacht | 20 bis 150 kT |                                                       |
| 9  | Karab                      | 16. März 1978 15:00 Uhr      | Area 4ah        | Schacht | <20 kT        |                                                       |
| 10 | Iceberg                    | 23. März 1978 16:30 Uhr      | Area 4g         | Schacht | 20 bis 150 kT |                                                       |
| 11 | Topmast                    | 23. März 1978 16:30 Uhr      | Area 7ay        | Schacht | <20 kT        |                                                       |
| 12 | Backbeach                  | 11. April 1978 17:45 Uhr     | Area 19x        | Schacht | 20 bis 150 kT |                                                       |
| 13 | Fondutta                   | 11. April 1978 15:30 Uhr     | Area 19zs       | Schacht | 20 bis 150 kT |                                                       |
| 14 | Asco                       | 25. April 1978 14:35 Uhr     | Area 10bc       | Schacht | <20 kT        |                                                       |
| 15 | Transom                    | 10. Mai 1978 15:00 Uhr       | Area 4f         | Schacht | -             |                                                       |
| 16 | Jackpots                   | 1. Juni 1978 17:00 Uhr       | Area 3kj        | Schacht | <20 kT        |                                                       |
| 17 | Satz                       | 7. Juli 1978 14:00 Uhr       | Area 2dq        | Schacht | <20 kT        |                                                       |
| 18 | Lowball                    | 12. Juli 1978 17:00 Uhr      | Area 7av        | Schacht | 20 bis 150 kT |                                                       |
| 19 | Panir                      | 31. August 1978 14:00 Uhr    | Area 19ys       | Schacht | 20 bis 150 kT |                                                       |
| 20 | Diablo Hawk                | 13. September 1978 15:15 Uhr | Area 12n.10a    | Tunnel  | <20 kT        |                                                       |
| 21 | Draughts                   | 27. September 1978 17:00 Uhr | Area 7al        | Schacht | 20 bis 150 kT |                                                       |
| 22 | Rummy                      | 27. September 1978 17:20 Uhr | Area 7au        | Schacht | 20 bis 150 kT |                                                       |
| 23 | Cremino Cremino-Caerphilly | 27. September 1978 16:30 Uhr | Area 8e Area 8e | Schacht | <20 kT <20 kT | Simultanzündung verschiedener Bomben in einem Schacht |